# Chūbu Centrairs internationella flygplats
Chūbu Centrairs internationella flygplats (IATA: NGO, ICAO: RJGG), eller Central Japan International Airport är en internationell flygplats som liger på en konstgjord ö utanför hamnstaden Tokoname i Aichi prefektur i centrala Japan, cirka 35 kilometer söder om storstaden Nagoya. Den invigdes den 17 februari 2005. Flygplatsen var den andra i Japan, efter Kansais internationella flygplats utanför Osaka, som byggdes på en konstgjord ö.